# Silgueiros
Silgueiros is een plaats (freguesia) in de Portugese gemeente Viseu en telt 3590 inwoners (2001).